# Jelena Jensen
Jelena Jensen (Los Angeles, 7 ottobre 1981) è un'attrice pornografica statunitense.

## Biografia
Jelena Jensen è nata a Los Angeles da una famiglia di origini russe e tedesche. Ha frequentato la Chapman University della Contea di Orange dove si è laureata con i massimi voti nel maggio 2003 in produzione televisiva e cinematografica. Successivamente, ha iniziato a lavorare come responsabile di produzione e di marketing per un sito web di vendita al dettaglio di DVD per adulti.

## Carriera
Ha realizzato il suo primo di servizio fotografico con Scott St. James che è stato pubblicato nell'agosto del 2003 sulla rivista del Club. Nello stesso periodo ha iniziato a lavorare come modella feticista per FM Concepts. Dopo un periodo di solo softcore, nel 2009 ha iniziato a girare scene hardcore con altri attori solamente sul suo sito web. L'anno successivo è apparsa sulla copertina di marzo di Penthouse e nel film horror Bad Biology. Inoltre, è stata nominata nel 2016 ragazza dell'anno dal sito Girlsway e MILF dell'anno nel 2017.
Nel 2018 ha abbandonato l'industria pornografica ma nel 2020 è stata inserita nella Hall of Fame degli AVN Awards.

## Riconoscimenti
- AVN Awards
  - 2013 – Best Solo Girl Website[9]
  - 2020 – Hall of Fame - Video Branch[10]
- XBIZ Awards
  - 2010  – Web Babe/Starlet Of The Year[11]

## Filmografia
- Cat In Jelena (2003)
- Jack's Playground 4 (2003)
- Jack's Playground 5 (2003)
- Jack's Playground 6 (2003)
- Naked Diva (2003)
- Sex Symbol (2003)
- 19 1/2 Minutes (2004)
- Angry Hogtie Captives (2004)
- Danni's Busty Naturals: The Brunettes (2004)
- Good Girls Suck Toes (2004)
- Jack's Playground 11 (2004)
- Jack's Playground 14 (2004)
- Jack's Playground 15 (2004)
- Jack's Playground 17 (2004)
- Jack's Playground 8 (2004)
- Jelena Jensen's Foot Tease (2004)
- Jelena Jensen's Stocking Tease (2004)
- Meridians Of Passion (2004)
- Phone Sex Fantasies (2004)
- Stocking Secrets 4 (2004)
- Story Of J (2004)
- Stripped, Bound and Helpless (2004)
- Wet (2004)
- Best of Stocking Secrets (2005)
- Bodacious Babes of Napali Video (2005)
- Body Language (2005)
- Chloroformed Without Clothes (2005)
- Gagged and Bound Nudes (2005)
- Hypnotik Illusions (2005)
- Jack's Big Tit Show 1 (2005)
- Jack's My First Porn 2 (2005)
- Jack's My First Porn 3 (2005)
- Jack's Playground 19 (2005)
- Jack's Playground 30 (2005)
- Lingerie Lust (2005)
- Mrs. Behavin' (2005)
- Naked Girls Bound and Gagged (2005)
- Posh Kitten (2005)
- At Your Service (II) (2006)
- Busty Cops 2 (2006)
- Instant Lesbian (2006)
- Jack's My First Porn 5 (2006)
- Jack's Playground 32 (2006)
- Kidnapping of Gia Mancini (2006)
- Kidnapping of Sarah Blake (2006)
- My Secret Life (2006)
- Tryst (2006)
- Andrew Blake X 1 (2007)
- Hired Help (2007)
- Jack's My First Porn 9 (2007)
- Jack's Teen America 19 (2007)
- Jana Cova in Blue (2007)
- Sophia Santi: Juice (2007)
- Sophia Santi: Scream (2007)
- Jack's Playground 37 (2008)
- Adventures of Agent DD (2009)
- Brave Businesswomen's Bondage Peril (2009)
- Hot Girls Trapped and Wrapped (2009)
- Torrid Tales of Naked Bondage (2009)
- Two Faces of Jessica Lauren (2009)
- Accommodations (2010)
- Busty Solos (2010)
- Lesbian House Hunters 5 (2010)
- Lush 1 (2010)
- Women Seeking Women 68 (2010)
- All Natural: Glamour Solos 1 (2011)
- Breast in Class 1: Naturally Gifted (2011)
- Imperfect Angels 10 (2011)
- Lesbian Boob Worship (2011)
- Lesbian Bridal Stories 5 (2011)
- Lesbian Office Seductions 5 (2011)
- Lesbian Seductions 37 (2011)
- Lesbian Seductions 38 (2011)
- MILF Masseuse (2011)
- Net Skirts 6.0 (2011)
- Nude Content (2011)
- Pin-up Girls 6 (2011)
- Women Seeking Women 69 (2011)
- Women Seeking Women 76 (2011)
- Women Seeking Women 77 (2011)
- Women Seeking Women 78 (2011)
- Cheer Squad Sleepovers 3 (2012)
- Creamy Panties: Big Natural Breasts (2012)
- Hitchhiking Lesbians 1 (2012)
- I Kiss Girls 2 (2012)
- Lesbian Sex 4 (2012)
- Lesbian Sex 6 (2012)
- Me and My Girlfriend 1 (2012)
- Pin-up Girls 7 (2012)
- Secrets of Laly (2012)
- Superstars (II) (2012)
- Women Seeking Women 85 (2012)
- Hot and Mean 8 (2013)
- In the Closet (2013)
- Jessica Drake's Guide to Wicked Sex: Woman to Woman (2013)
- Lesbian Slumber Party 3: Girls Volleyball Team (2013)
- Newswomen 3 (2013)
- Women Seeking Women 93 (2013)